# Triturus macedonicus
Il tritone crestato della Macedonia (Triturus macedonicus Karaman, 1922) è un anfibio caudato appartenente alla famiglia dei Salamandridi.

## Descrizione
Con i suoi oltre 20 cm di lunghezza, il tritone crestato della Macedonia è il più grande dei tritoni crestati europei. Il suo dorso ha una colorazione variabile da marrone, marrone-arancione e verde oliva fino a grigia o quasi nera, con macchie scure. Sui fianchi presenta numerosi puntini bianchi e la superficie della pelle è relativamente ruvida. Il ventre è arancione, fittamente cosparso di vistose macchie nere. La gola è nera o a macchie indistinte nere e gialle, punteggiata di punti bianchi di media grandezza. Come tutti i tritoni, nel periodo riproduttivo il maschio sfoggia una cresta dorsale alta e seghettata e una cresta caudale liscia. Ha una lunghezza totale di 15-20 cm.

## Biologia
Fino a non molto tempo fa il tritone crestato della Macedonia era ancora considerato una sottospecie balcanica del tritone crestato italiano, ma analisi genetiche più approfondite hanno dimostrato il suo stutus di specie indipendente, con areali di distribuzione chiaramente distinti anche da quelli del tritone crestato del Danubio. Le abitudini di vita del tritone crestato della Macedonia sono ancora relativamente poco note.

## Distribuzione ed habitat
Questa specie vive nella regione balcanica occidentale ad altitudini fino a 2100 m, da Serbia e Montenegro a Macedonia, Albania e Grecia nord-occidentale. Popola soprattutto stagni, acquitrini e laghi di montagna senza pesci, ma anche fossi, abbeveratoi per il bestiame o piccole vasche d'acqua in cemento.